# Liste der Biografien/Whe
Liste der Biografien |
Portal Biografien |
Personensuche
# |
A |
B |
C |
D |
E |
F |
G |
H |
I |
J |
K |
L |
M |
N |
O |
P |
Q |
R |
S |
T |
U |
V |
W |
X |
Y |
Z |
?
 
Wa |
Wc |
Wd |
We |
Wh |
Wi |
Wj |
Wl |
Wn |
Wo |
Wr |
Ws |
Wt |
Wu |
Ww |
Wy |
Wz
 
Wha |
Whe |
Whi |
Who |
Why
Die Liste der Biografien führt alle Personen auf, die in der deutschsprachigen Wikipedia einen Artikel haben. Dieses ist eine Teilliste mit 199 Einträgen von Personen, deren Namen mit den Buchstaben „Whe“ beginnt.

## Whe

### Whea
- Wheadon, Gary (* 1981), südafrikanischer Squashspieler
- Wheal, Brad (* 1996), britischer Cricketspieler
- Whealon, John Francis (1921–1991), US-amerikanischer römisch-katholischer Geistlicher, Erzbischof von Hartford
- Wheat, Alan (* 1951), US-amerikanischer Politiker
- Wheat, William H. (1879–1944), US-amerikanischer Politiker
- Wheatcroft, Georgina (* 1965), kanadische Curlerin
- Wheatcroft, Patience, Baroness Wheatcroft (* 1951), britische Politikerin, Journalistin und Managerin
- Wheater, David (* 1987), englischer Fußballspieler
- Wheating, Andrew (* 1987), US-amerikanischer Mittelstreckenläufer
- Wheating, June (* 1916), englische Badmintonspielerin
- Wheatle, Alex (1963–2025), britischer Autor
- Wheatley, Ben (* 1972), englischer Filmregisseur und DrehbuchautorBen Wheatley (* 1972)

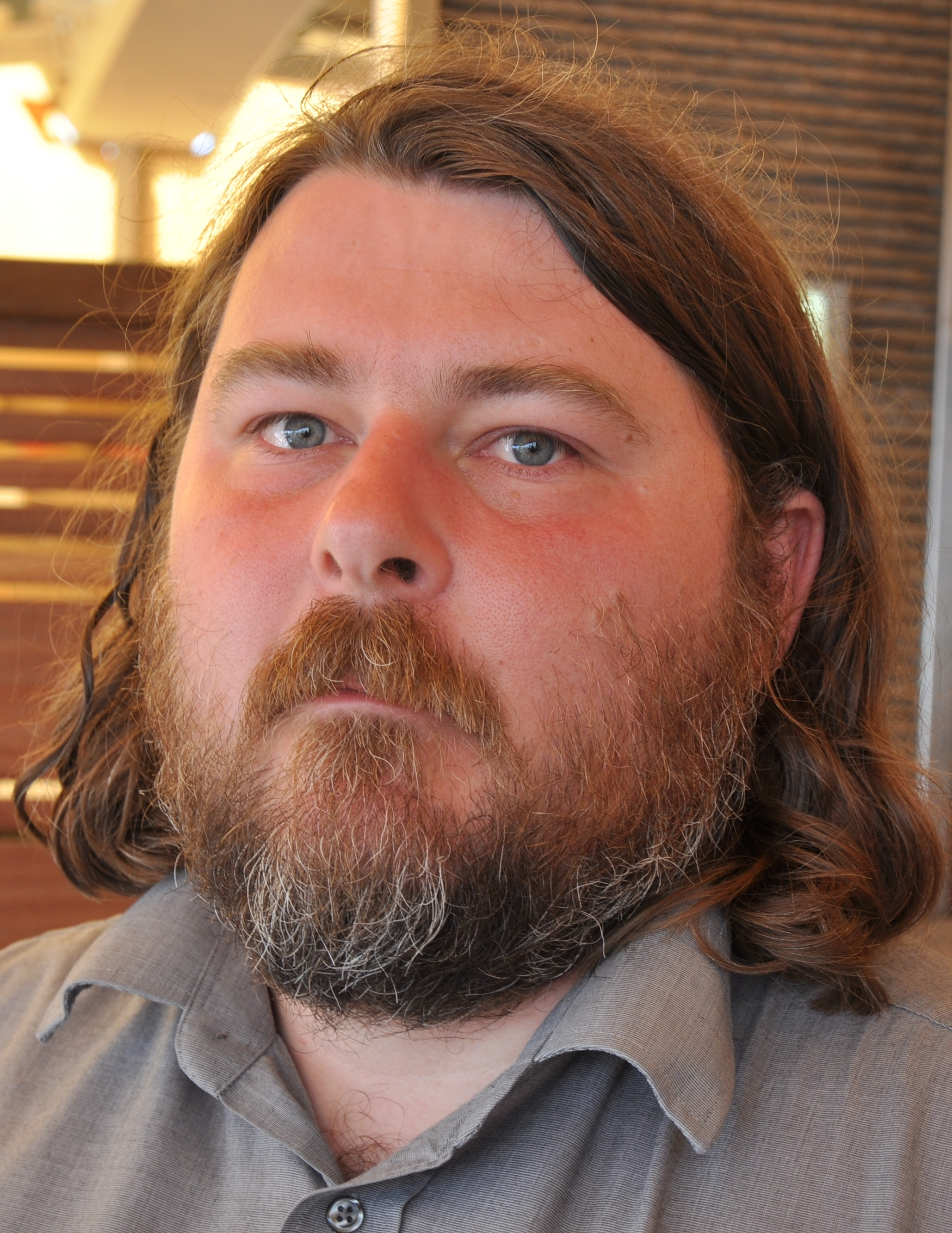
Ben Wheatley (* 1972)

- Wheatley, Dennis (1897–1977), britischer Schriftsteller
- Wheatley, Greg (1882–1961), australischer Mittelstreckenläufer
- Wheatley, John (1869–1930), britischer Politiker der Labour Party, Gesundheitsminister
- Wheatley, John (1927–1986), US-amerikanischer Tieftemperaturphysiker
- Wheatley, John, Baron Wheatley (1908–1988), schottischer Richter und Politiker
- Wheatley, Jonathan (* 1967), britischer Formel-1-Mechaniker und Teamchef
- Wheatley, Natalio (* 1980), Politiker von den Britischen Jungferninseln
- Wheatley, Peter (* 1947), britischer anglikanischer Bischof
- Wheatley, Phillis († 1784), afroamerikanische Dichterin
- Wheatley, Thomas (* 1951), englischer Schauspieler
- Wheatley, Willard (1915–1997), britischer Politiker, Chief Minister der Britischen Jungferninseln
- Wheaton, Amy (* 1978), US-amerikanische Schauspielerin
- Wheaton, David (* 1969), US-amerikanischer Tennisspieler
- Wheaton, Frank (1876–1965), US-amerikanischer Tennisspieler
- Wheaton, Henry (1785–1848), US-amerikanischer Politiker, Diplomat und Schriftsteller
- Wheaton, Horace (1803–1882), US-amerikanischer Politiker
- Wheaton, Laban (1754–1846), US-amerikanischer Politiker
- Wheaton, Wil (* 1972), US-amerikanischer Schauspieler und SchriftstellerWil Wheaton (* 1972)

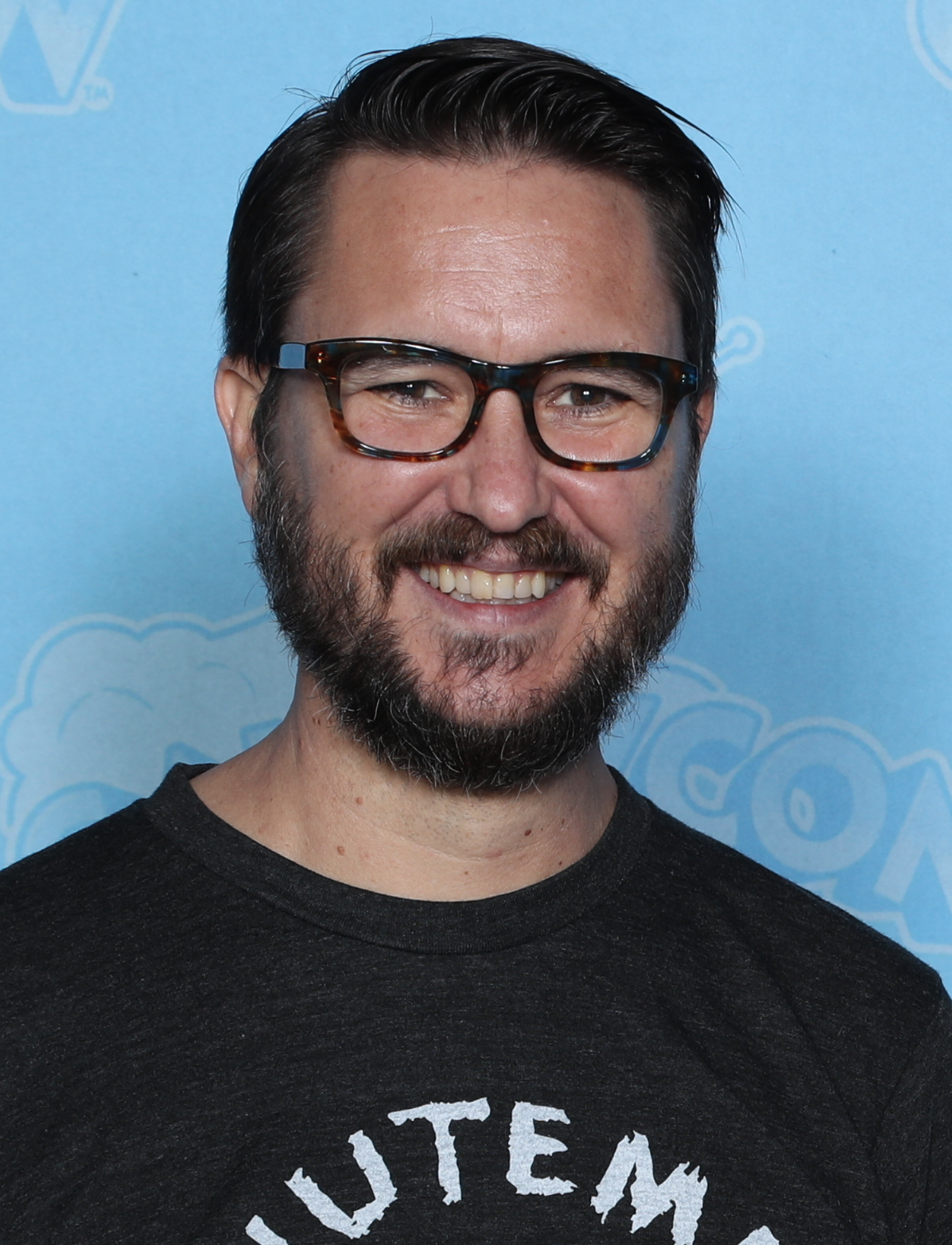
Wil Wheaton (* 1972)

- Wheaton, William (1814–1888), US-amerikanischer Anwalt, Politiker und Baseballpionier
- Wheatstone, Charles (1802–1875), britischer Physiker
- Wheatstraw, Peetie (1902–1941), US-amerikanischer Blues-Pianist, Gitarrist, Sänger und Songschreiber

### Whed
- Whedon, Jed (* 1975), US-amerikanischer Drehbuchautor und Musiker
- Whedon, Joss (* 1964), US-amerikanischer Drehbuchautor, Produzent, Regisseur und Comic-AutorJoss Whedon (* 1964)

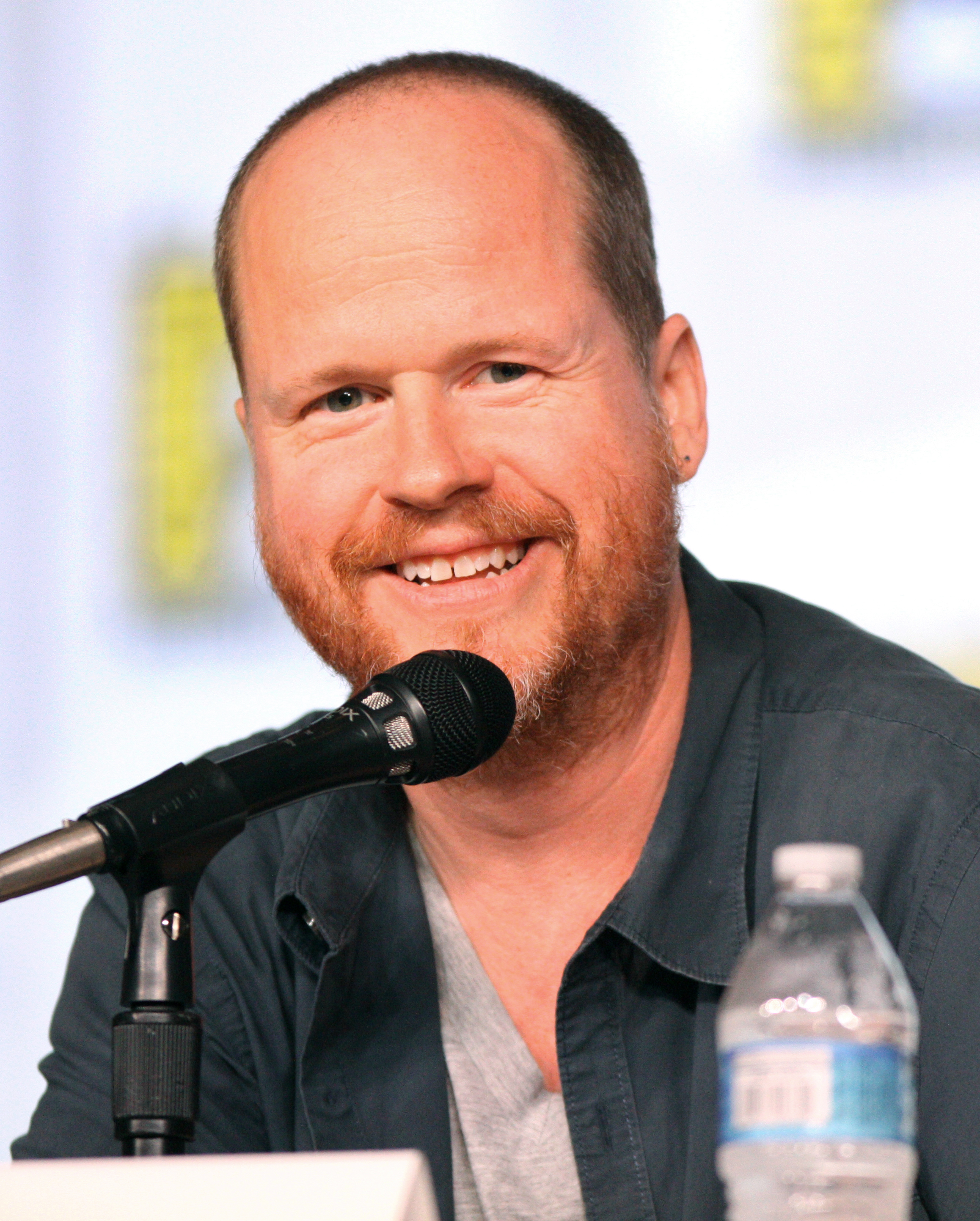
Joss Whedon (* 1964)

- Whedon, Tom (1932–2016), US-amerikanischer Drehbuchautor und Fernsehproduzent

### Whee
- Wheeldon, Alice (1866–1919), britische Frauenrechtlerin und Kriegsgegnerin
- Wheeldon, Christopher (* 1973), englischer Balletttänzer und Choreograf
- Wheeldon, Simon (* 1966), kanadisch-österreichischer Eishockeyspieler
- Wheeler Duff, Susan (* 1958), US-amerikanische Schauspielerin
- Wheeler Kelleher, Gracyn (1914–1980), US-amerikanische Tennisspielerin
- Wheeler Waring, Laura (1887–1948), US-amerikanische Malerin und Pädagogin
- Wheeler Wilcox, Ella (1850–1919), US-amerikanische Schriftstellerin
- Wheeler, Adam (* 1981), US-amerikanischer Ringer
- Wheeler, Alison (* 1972), britische Sängerin
- Wheeler, Andrew, kanadischer Schauspieler
- Wheeler, Andrew R. (* 1964), US-amerikanischer Jurist und Regierungsbeamter
- Wheeler, Anna Pell (1883–1966), US-amerikanische Mathematikerin und Hochschullehrerin
- Wheeler, Arthur Leslie (1871–1932), US-amerikanischer Klassischer Philologe
- Wheeler, Benjamin Ide (1854–1927), US-amerikanischer Klassischer Philologe, Präsident der University of California, Berkeley (1899–1919)
- Wheeler, Bert (1895–1968), US-amerikanischer Schauspieler und Komiker
- Wheeler, Blake (* 1986), US-amerikanischer Eishockeyspieler
- Wheeler, Blanche Emily (1870–1936), US-amerikanische Archäologin
- Wheeler, Bobby (* 1961), US-amerikanischer Basketballspieler
- Wheeler, Burton K. (1882–1975), US-amerikanischer Politiker
- Wheeler, Candace (1827–1923), US-amerikanische Designerin und Autorin
- Wheeler, Caron (* 1963), britische Soulsängerin und SongwriterinCaron Wheeler (* 1963)

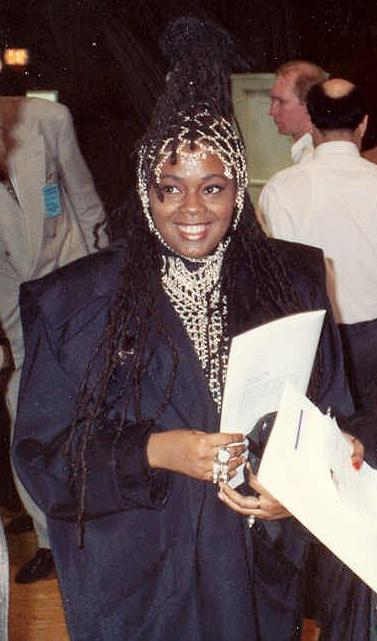
Caron Wheeler (* 1963)

- Wheeler, Cash (* 1987), US-amerikanischer Wrestler
- Wheeler, Charles (1880–1977), neuseeländisch-australischer Maler
- Wheeler, Charles (1892–1974), britischer Bildhauer, Maler und Medailleur
- Wheeler, Charles F. (1915–2004), US-amerikanischer Kameramann
- Wheeler, Charles K. (1863–1933), US-amerikanischer Politiker
- Wheeler, Chris (1914–1984), australischer Radrennfahrer
- Wheeler, Clare (* 1998), australische Fußballspielerin
- Wheeler, Clinton (1959–2019), US-amerikanischer Basketballspieler
- Wheeler, David (1927–2004), britischer Computerpionier
- Wheeler, Debbie (* 1958), britische Schauspielerin
- Wheeler, Doc (1910–2005), US-amerikanischer Jazzmusiker (Posaune, Gesang) und Bandleader
- Wheeler, Earle (1908–1975), US-amerikanischer Militär, Chief of Staff of the Army und Chairman of the Joint Chiefs of Staff
- Wheeler, Eliza Matilda, britisch-indische Frau zur Zeit der Belagerung von Kanpur
- Wheeler, Eric, US-amerikanischer Jazzmusiker
- Wheeler, Ezra (1820–1871), US-amerikanischer Politiker
- Wheeler, Flex (* 1965), US-amerikanischer BodybuilderFlex Wheeler (* 1965)

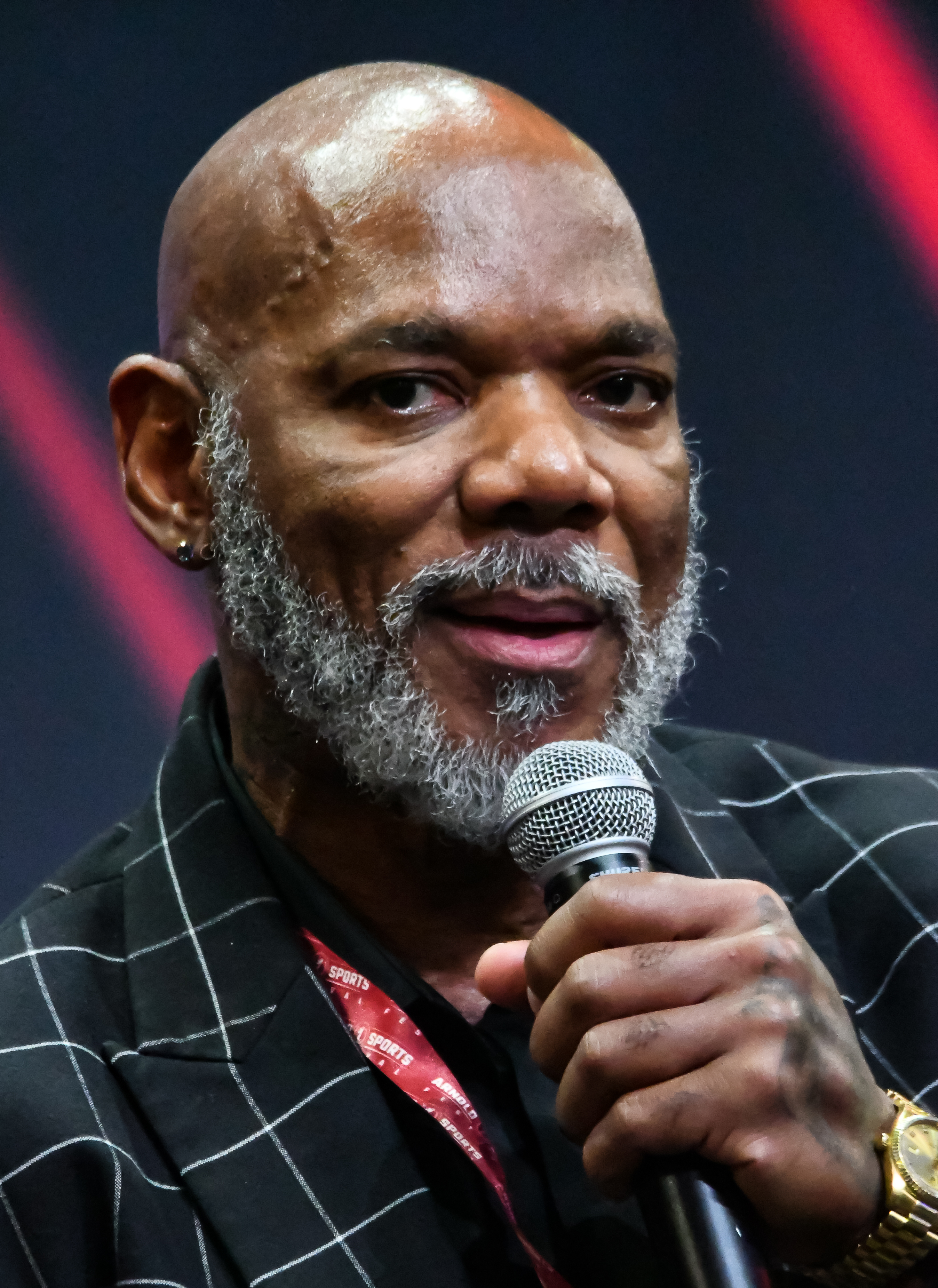
Flex Wheeler (* 1965)

- Wheeler, Frank W. (1853–1921), US-amerikanischer Politiker
- Wheeler, G. C. W. (1872–1943), britischer Anthropologe
- Wheeler, George Montague (1842–1905), US-amerikanischer Entdecker
- Wheeler, Gerald (* 1929), kanadischer Organist, Cembalist, Chorleiter und Musikpädagoge
- Wheeler, Grattan H. (1783–1852), US-amerikanischer Politiker
- Wheeler, Hamilton K. (1848–1918), US-amerikanischer Politiker
- Wheeler, Harold Alden (1903–1996), US-amerikanischer Elektrotechniker
- Wheeler, Harrison H. (1839–1896), US-amerikanischer Politiker
- Wheeler, Henry (1867–1914), US-amerikanischer Chemiker
- Wheeler, Homer W. (1848–1930), US-amerikanischer Offizier, Oberst der US Army und Autor
- Wheeler, Hugh (1789–1857), britischer Offizier
- Wheeler, Hugh Callingham (1912–1987), britischer Schriftsteller
- Wheeler, Ian (1931–2011), britischer Jazzmusiker
- Wheeler, Jack (* 1943), US-amerikanischer Publizist und Globetrotter
- Wheeler, Jane (* 1962), kanadische Schauspielerin und Synchronsprecherin
- Wheeler, Jason (* 1977), US-amerikanischer Pokerspieler
- Wheeler, Jay (* 1994), puerto-ricanischer Sänger, Songwriter, Tänzer und Plattenproduzent
- Wheeler, Jen, britischer Autorennfahrer
- Wheeler, John (1823–1906), US-amerikanischer Politiker
- Wheeler, John Archibald (1911–2008), US-amerikanischer theoretischer PhysikerJohn Archibald Wheeler (1911–2008)

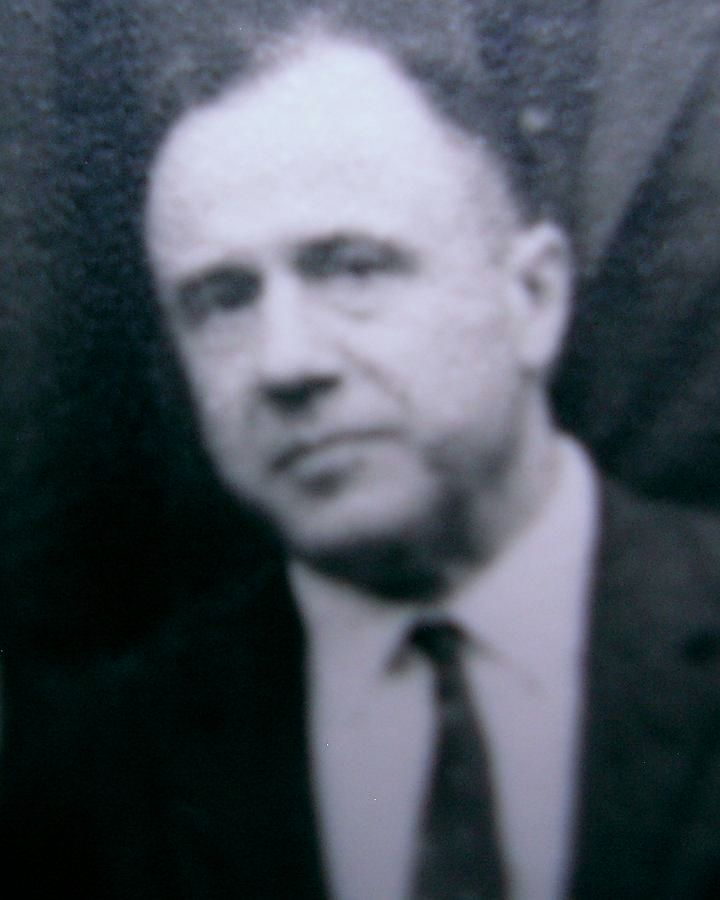
John Archibald Wheeler (1911–2008)

- Wheeler, John P. (1944–2010), US-amerikanischer Soldat; als Militärexperte Berater im Stab mehrerer US-Präsidenten
- Wheeler, Johnny (1928–2019), englischer Fußballspieler
- Wheeler, Joseph (1836–1906), US-amerikanischer General und Politiker
- Wheeler, Joseph (1927–1977), englischer Musikforscher
- Wheeler, Joshua L. (1975–2015), US-amerikanischer Militär, Master Sergeant der US-Army, Delta Forces
- Wheeler, Joy Elfreda (* 1954), jamaikanische Diplomatin
- Wheeler, Keith (* 1943), australischer Mittelstreckenläufer
- Wheeler, Kenny (1930–2014), kanadischer Jazz-Trompeter und Komponist
- Wheeler, Kylie (* 1980), australische Leichtathletin
- Wheeler, Leonard H. (1811–1872), US-amerikanischer Erfinder und presbyterianischer Pastor
- Wheeler, Lloyd Garrison (1848–1909), US-amerikanischer Bürgerrechtler; erster afroamerikanischer Rechtsanwalt in Illinois
- Wheeler, Loren E. (1862–1932), US-amerikanischer Politiker
- Wheeler, Lucille (* 1935), kanadische Skirennläuferin
- Wheeler, Lyle R. (1905–1990), US-amerikanischer Production Designer und Art Director
- Wheeler, Mae (1934–2011), US-amerikanische Sängerin und Musikveranstalterin
- Wheeler, Maggie (* 1961), US-amerikanische SchauspielerinMaggie Wheeler (* 1961)

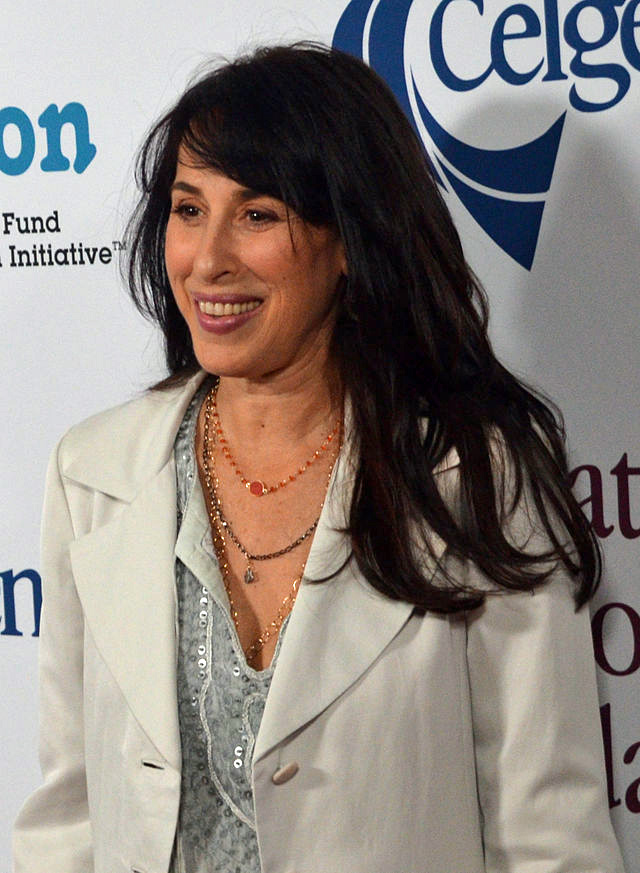
Maggie Wheeler (* 1961)

- Wheeler, Marcy, Investigative Journalistin, Blogger
- Wheeler, Margaret, Baroness Wheeler (* 1949), britische Politikerin und Gewerkschaftsfunktionärin
- Wheeler, Mary F. (* 1938), US-amerikanische Mathematikerin
- Wheeler, Michael (1935–2020), britischer Sprinter
- Wheeler, Mortimer (1890–1976), britischer Archäologe
- Wheeler, Nedra, US-amerikanische Jazz-Bassistin
- Wheeler, Neil (1917–2009), britischer Offizier der Luftstreitkräfte des Vereinigten Königreichs
- Wheeler, Nelson Platt (1841–1920), US-amerikanischer Politiker
- Wheeler, Onie (1921–1984), US-amerikanischer Country-Musiker
- Wheeler, Philip (* 1984), US-amerikanischer American-Football-Spieler
- Wheeler, Quentin (* 1955), US-amerikanischer Hürdenläufer
- Wheeler, Raymond Albert (1885–1974), US-amerikanischer Generalleutnant der US Army
- Wheeler, René (1912–2000), französischer Schriftsteller, Drehbuch- und Dialogautor und Regisseur
- Wheeler, Roger (* 1941), britischer General
- Wheeler, Sara (* 1961), britische Reise-Schriftstellerin, Biografin und Journalistin
- Wheeler, Schuyler S. (1860–1923), US-amerikanischer Ingenieur
- Wheeler, Scott, Maskenbildner und Spezialeffektkünstler
- Wheeler, Stanton (1930–2007), US-amerikanischer Soziologe
- Wheeler, Stephanie (* 1981), US-amerikanische Rollstuhlbasketballspielerin
- Wheeler, Ted (1931–2022), US-amerikanischer Leichtathlet
- Wheeler, Ted (* 1962), US-amerikanischer Politiker (Demokratische Partei)
- Wheeler, Tessa (1893–1936), britische Archäologin
- Wheeler, Thomas Benton (1840–1913), US-amerikanischer Politiker
- Wheeler, Tim, Rektor der Universität Chester
- Wheeler, Tracey (* 1967), australische Fußballspielerin
- Wheeler, Ward C. (* 1963), US-amerikanischer Genetiker und Zoologe
- Wheeler, William A. (1819–1887), US-amerikanischer Politiker, 19. Vizepräsident der Vereinigten Staaten
- Wheeler, William M. (1915–1989), US-amerikanischer Politiker
- Wheeler, William Morton (1865–1937), US-amerikanischer Ethologe, Taxonom und Ameisenforscher
- Wheeler-Bennett, John (1902–1975), britischer Historiker und Politikberater
- Wheeler-Nicholson, Dana (* 1960), US-amerikanische Schauspielerin
- Wheelhouse, Mary V. († 1946), britische Malerin, Illustratorin und Suffragette
- Wheelhouse, Paul (* 1970), schottischer Politiker
- Wheelock, Donald (* 1940), US-amerikanischer Komponist und Musikpädagoge
- Wheelock, Douglas H. (* 1960), US-amerikanischer Astronaut
- Wheelock, Eleazar (1711–1779), US-amerikanischer Geistlicher der Presbyterian Church (U.S.A.), Pädagoge
- Wheelocke, Abraham (1593–1653), britischer Arabist und Historiker
- Wheelwright, Ralph (1898–1971), US-amerikanischer Drehbuchautor

### Whel
- Whelan, Arleen (1916–1993), US-amerikanische Schauspielerin
- Whelan, Bill (* 1950), irischer Musiker und Musikproduzent
- Whelan, Billy (1935–1958), irischer Fußballspieler
- Whelan, Edward (1824–1867), kanadischer Politiker und Journalist
- Whelan, Emily (* 2002), irische Fußballspielerin
- Whelan, Eugene (1924–2013), kanadischer Politiker
- Whelan, Gemma (* 1981), britische Komikerin und Schauspielerin
- Whelan, Gerald T. (1925–1993), US-amerikanischer Politiker
- Whelan, Glenn (* 1984), irischer Fußballspieler
- Whelan, James (1823–1878), irischer Ordensgeistlicher, Bischof von Nashville
- Whelan, James (* 1996), australischer Radrennfahrer
- Whelan, Jill (* 1966), US-amerikanische Schauspielerin
- Whelan, John Francis (1798–1876), irischer, römisch-katholischer Bischof
- Whelan, Julia (* 1984), US-amerikanische SchauspielerinJulia Whelan (* 1984)

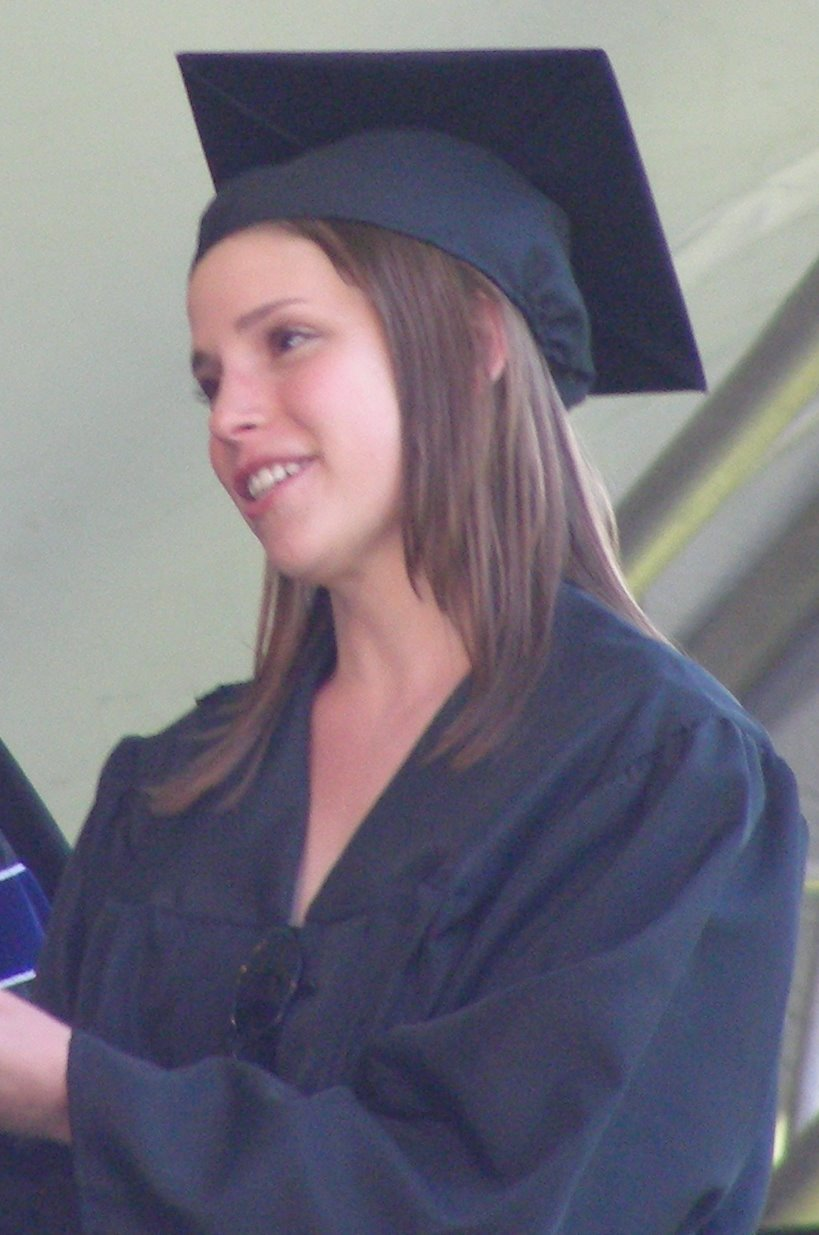
Julia Whelan (* 1984)

- Whelan, Máire (* 1956), irische Richterin, Attorney General und Prozessanwältin
- Whelan, Mary, irische Diplomatin
- Whelan, Michael (* 1950), US-amerikanischer Illustrator und Maler
- Whelan, Michael John (* 1931), britischer Physiker
- Whelan, Nicky (* 1981), australisches Model und Schauspielerin
- Whelan, Noel (* 1974), englischer Fußballspieler
- Whelan, Pete (1929–2023), US-amerikanischer Jazz-Produzent, Verleger und Plattensammler
- Whelan, Richard Vincent (1809–1874), US-amerikanischer Geistlicher und römisch-katholischer Bischof von Wheeling
- Whelan, Robert Louis (1912–2001), US-amerikanischer Ordensgeistlicher, römisch-katholischer Bischof von Fairbanks
- Whelan, Ronnie (* 1961), irischer Fußballspieler und -trainer
- Whelan, Seán (1944–2004), irischer Diplomat
- Whelan, Tim (1893–1957), US-amerikanischer Filmregisseur und Drehbuchautor
- Wheland, George W. (1907–1962), US-amerikanischer Chemiker
- Whelbourne, Jack (* 1991), britischer Shorttracker
- Whelchel, B. Frank (1895–1954), US-amerikanischer Politiker
- Wheldon, Dan (1978–2011), britischer AutomobilrennfahrerDan Wheldon (1978–2011)

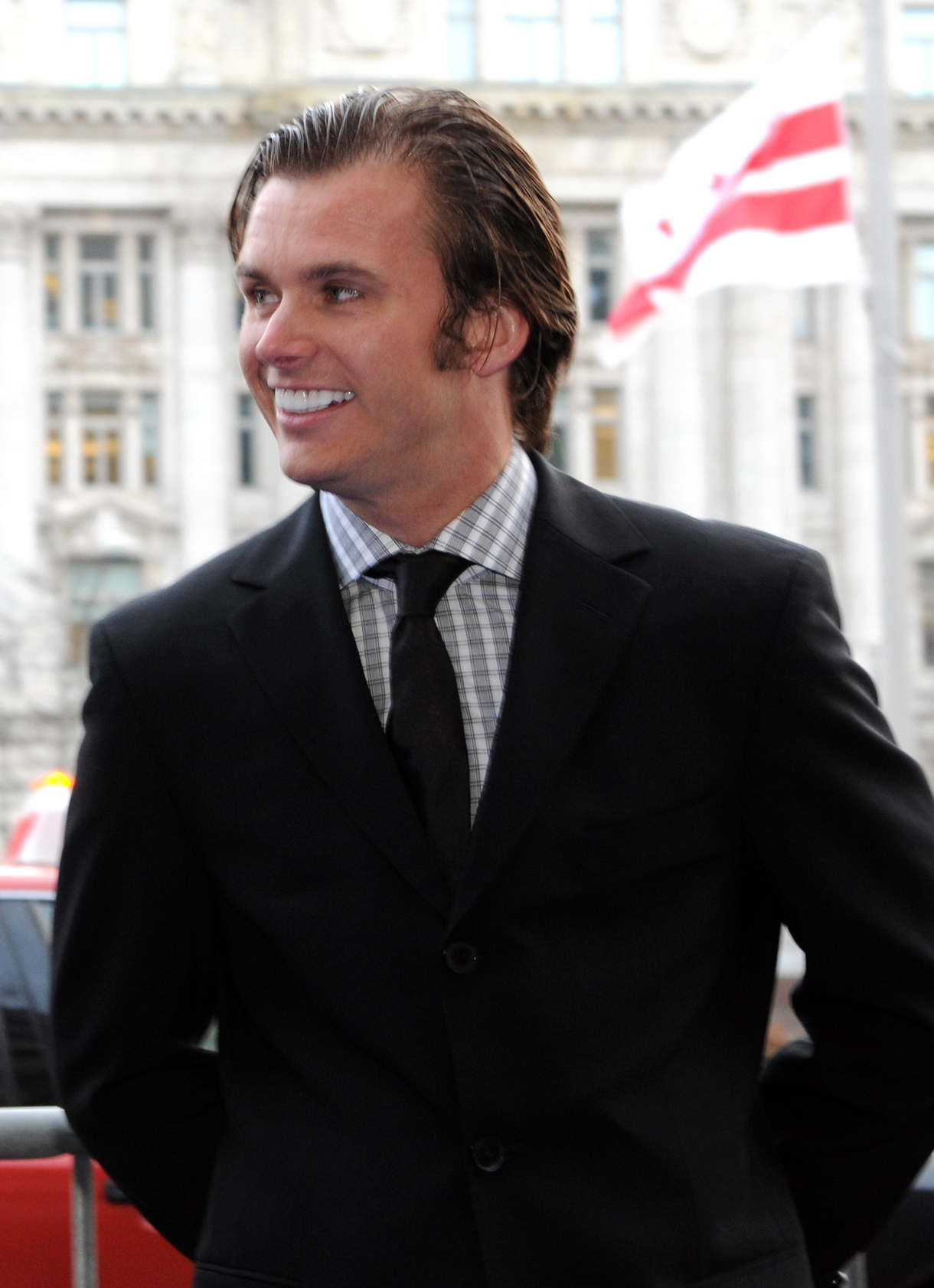
Dan Wheldon (1978–2011)

- Wheldon, Fred (1869–1924), englischer Sportler
- Whelehan, Harry (* 1944), irischer Rechtsanwalt
- Wheler, George (1651–1724), englischer Botaniker und Forschungsreisender sowie anglikanischer Geistlicher
- Wheler, Granville (1701–1770), anglikanischer Pfarrer
- Whelpton, Tiaan (* 2000), neuseeländischer Sprinter
- Whelton, Joe (* 1956), US-amerikanischer Basketballtrainer

### Wher
- Wherley, Michael (* 1972), US-amerikanischer Ruderer
- Wherlock, Richard (* 1958), britischer Tänzer und Choreograf
- Wherry, Chris (* 1973), US-amerikanischer Radrennfahrer
- Wherry, Kenneth S. (1892–1951), US-amerikanischer Politiker

### Whet
- Whetnall, Edith (1910–1965), britische Otologin
- Whetnall, Paul (1947–2014), englischer Badmintonspieler
- Whetnall, Susan (* 1942), englische Badmintonspielerin
- Whetsol, Arthur (1905–1940), amerikanischer Jazz-Trompeter
- Whetstone, George († 1587), englischer Dramatiker und Autor
- Whetstone, John L. (1821–1902), US-amerikanischer Maschinenbauingenieur
- Whetters, Robert (* 1939), australischer Radrennfahrer
- Whettnall, Astrid (* 1971), belgische SchauspielerinAstrid Whettnall (* 1971)

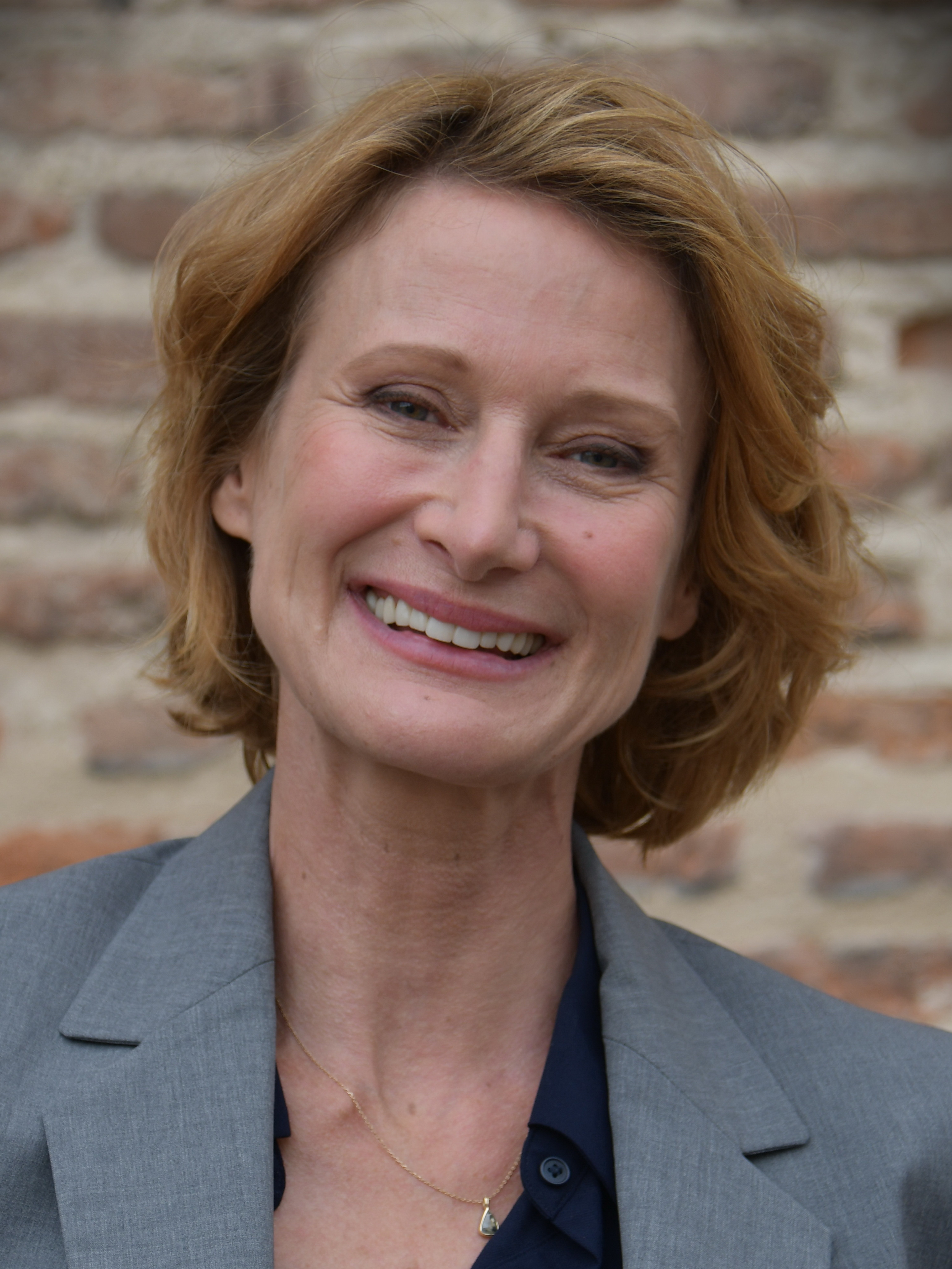
Astrid Whettnall (* 1971)

- Whettnall, Edouard (1839–1903), belgischer Diplomat
- Whetton, Jake (* 1991), australischer Hockeyspieler
- Whetton, John (* 1941), englischer Mittelstreckenläufer

### Whew
- Whewell, William (1794–1866), britischer Universalgelehrter